# Unió Nacional Africana de Moçambic Independent
La Unió Nacional Africana de Moçambic Independent (UNAMI) fou una organització creada en 1961 a Niassalàndia (actualment Malawi). Juntament amb la Unió Nacional Africana de Moçambic (UNAM) i amb la Unió Democràtica Nacional de Moçambic (UDENAMO), donà origen al Frente de Libertação de Moçambique (FRELIMO) en 25 de juny de 1962. El seu origen es remunta a 1959 amb la creació de l'Associação Nacional Africana, a Tete.